# 利博里納
利博里納是哥倫比亞的城鎮，位於該國北部，由安蒂奧基亞省負責管轄，距離首府麥德林108公里，始建於1832年，面積217平方公里，海拔高度867米，2005年人口9,370。
6°41′N 75°49′W / 6.683°N 75.817°W